# Wang Yan (kolarka)
Wang Yan (chiń. upr. 王艳; pinyin Wáng Yàn; ur. 24 sierpnia 1974) – chińska kolarka torowa, brązowa medalistka mistrzostw świata.

## Kariera
Pierwszy sukces Wang Yan osiągnęła w 1992 roku, kiedy została wicemistrzynią świata juniorów w sprincie indywidualnym. W tym samym roku wystartowała na igrzyskach olimpijskich w Barcelonie, gdzie rywalizację w sprincie zakończyła w eliminacjach. Cztery lata później, podczas igrzysk olimpijskich w Atlancie była siódma w tej konkurencji, a wyścigu punktowego nie ukończyła. W 1998 roku zwyciężyła w sprincie indywidualnym podczas igrzysk azjatyckich w Bangkoku, a rok później była trzecia w zawodach Pucharu Świata amerykańskim Frisco. Na igrzyskach olimpijskich w Sydney w 2000 roku była dwunasta w sprincie i czwarta w wyścigu na 500 m, przegrywając walkę o brązowy medal ze swą rodaczką Jiang Cuihua. Ponadto na mistrzostwach świata w Manchesterze w tym samym roku zdobyła brązowy medal w wyścigu na 500 m, ulegając jedynie Natalli Markowniczenko z Białorusi i Jiang Cuihua.